# Flerskinnespor
Jernbane med kombineret sporvidde, flerskinnespor eller mere specifikt trestrenget spor, 3-skinnespor eller 4-skinnespor er jernbanespor som gør det mulig for tog med forskellige sporvidder at køre på det samme spor, sådan at man slipper for at anlægge separate spor for hver sporvidde ved siden af hinanden. Flerskinnespor anvendes fx steder hvor veje, tunneler eller broer, vil være for dyre at udvide. Herudover kan flerskinnespor deles om perroner, køreledning, sveller og ballast.
Det almindeligste type af jernbanespor med flere sporvidder er 3-skinnespor, hvor de to ydre skinner giver den brede sporvidde, mens en af de ydre skinner og den indre skinne giver en smallere sporvidde. (Denne anordningen må ikke forveksles med en elektrisk tredje skinne; strømskinnen.)

## Danske eksempler
Strækningen Stubberup-Faxe Ladeplads, i dag en del af Østbanen, havde flerskinnespor med tre skinner; de to yderste udgjorde et normalspor og en af de yderste og en indre skinne udgjorde et smalspor.